# Micropeza dorsalis
Micropeza dorsalis är en tvåvingeart som först beskrevs av Willi Hennig 1936.  Micropeza dorsalis ingår i släktet Micropeza och familjen skridflugor.
Artens utbredningsområde är Paraguay. Inga underarter finns listade i Catalogue of Life.